# Lekkoatletyka na Letnich Igrzyskach Olimpijskich 1948 – bieg na 800 m mężczyzn
Bieg na 800 metrów mężczyzn był jedną z konkurencji rozgrywanych podczas XIV Letnich Igrzysk Olimpijskich. Biegi zostały rozegrane w dniach 30 lipca - 2 sierpnia 1948 roku na stadionie Empire Stadium w Londynie. Wystartowało 41 zawodników z 24 krajów.

## Rekordy
Tabela uwzględnia rekordy uzyskane przed rozpoczęciem rywalizacji.
|                   | Zawodnik       | Wynik  | Miejsce                       | Data            |
| ----------------- | -------------- | ------ | ----------------------------- | --------------- |
| Rekord świata     | Rudolf Harbig  | 1:46,6 | Mediolan Włochy               | 15 lipca 1939   |
| Rekord olimpijski | Thomas Hampson | 1:49,7 | Los Angeles Stany Zjednoczone | 2 sierpnia 1932 |

## Terminarz
| Data            | Godzina |            |
| --------------- | ------- | ---------- |
| 30 lipca 1948   | 16:00   | Eliminacje |
| 31 lipca 1948   | 15:15   | Półfinały  |
| 2 sierpnia 1948 | 16:00   | Finał      |

## Wyniki
Z każdego z biegów eliminacyjnych do półfinału awansowało czterech najlepszych zawodników.

### Eliminacje
Bieg 1
| Poz. | Zawodnik        | Reprezentacja    | Czas   | Uwagi |
| ---- | --------------- | ---------------- | ------ | ----- |
| 1.   | Marcel Hansenne | Francja          | 1:54,6 | Q     |
| 2.   | John Parlett    | Wielka Brytania  | 1:55,0 | Q     |
| 3.   | Bill Ramsay     | Australia        | 1:55,0 | Q     |
| 4.   | Karl Volkmer    | Szwajcaria       | 1:55,3 | Q     |
| 5.   | Adan Torres     | Argentyna        | 1:56,7 |       |
| 6.   | Lee Yun-seok    | Korea Południowa | 2:01,4 |       |
| 7.   | Rashid Khadr    | Królestwo Egiptu | b.d.   |       |

Bieg 2
| Poz. | Zawodnik           | Reprezentacja     | Czas   | Uwagi |
| ---- | ------------------ | ----------------- | ------ | ----- |
| 1.   | Herb Barten        | Stany Zjednoczone | 1:55,6 | Q     |
| 2.   | Doug Harris        | Nowa Zelandia     | 1:56,6 | Q     |
| 3.   | Tom White          | Wielka Brytania   | 1:56,6 | Q     |
| 4.   | Raymond Rosier     | Belgia            | 1:56,7 | Q     |
| 5.   | Vasilios Mavroidis | Grecja            | 1:57,4 |       |
| 6.   | Antero Mongrut     | Peru              | 1:58,7 |       |
| 7.   | Cahit Önel         | Turcja            | b.d.   |       |
| -    | Herluf Christensen | Dania             | DNF    |       |

Bieg 3
| Poz. | Zawodnik             | Reprezentacja     | Czas   | Uwagi |
| ---- | -------------------- | ----------------- | ------ | ----- |
| 1.   | Niels Holst-Sørensen | Dania             | 1:54,2 | Q     |
| 2.   | Bjørn Vade           | Norwegia          | 1:54,2 | Q     |
| 3.   | Bob Chambers         | Stany Zjednoczone | 1:54,3 | Q     |
| 4.   | Joseph Brys          | Belgia            | 1:55,4 | Q     |
| 5.   | Óskar Jónsson        | Islandia          | 1:55,4 |       |
| 6.   | Bill Parnell         | Kanada            | 1:55,7 |       |
| 7.   | Juan Adarraga        | Hiszpania         | 1:55,7 |       |
| -    | Seamus Kelly         | Irlandia          | DNS    |       |

Bieg 4
| Poz. | Zawodnik         | Reprezentacja     | Czas   | Uwagi |
| ---- | ---------------- | ----------------- | ------ | ----- |
| 1.   | Arthur Wint      | Jamajka           | 1:53,9 | Q     |
| 2.   | Frits de Ruijter | Holandia          | 1:54,4 | Q     |
| 3.   | Josy Barthel     | Luksemburg        | 1:54,8 | Q     |
| 4.   | Václav Winter    | Czechosłowacja    | 1:55,1 | Q     |
| 5.   | Ezra Henniger    | Kanada            | 1:55,4 |       |
| 6.   | Wilfred Tull     | Trynidad i Tobago | 1:55,7 |       |
| 7.   | Seydi Dinçtürk   | Turcja            | b.d.   |       |

Bieg 5
| Poz. | Zawodnik             | Reprezentacja   | Czas   | Uwagi |
| ---- | -------------------- | --------------- | ------ | ----- |
| 1.   | Olle Ljunggren       | Szwecja         | 1:56,1 | Q     |
| 2.   | Robert Chef d’Hôtel  | Francja         | 1:56,2 | Q     |
| 3.   | Hans Streuli         | Szwajcaria      | 1:56,5 | Q     |
| 4.   | Harry Tarraway       | Wielka Brytania | 1:56,6 | Q     |
| 5.   | Guillermo Avalos     | Argentyna       | 1:56,6 |       |
| 6.   | Rıza Maksut İşman    | Turcja          | 2:01,1 |       |
| 7.   | Georgios Karageorgos | Grecja          | b.d.   |       |

Bieg 6
| Poz. | Zawodnik            | Reprezentacja     | Czas   | Uwagi |
| ---- | ------------------- | ----------------- | ------ | ----- |
| 1.   | Mal Whitfield       | Stany Zjednoczone | 1:52,8 | Q     |
| 2.   | Ingvar Bengtsson    | Szwecja           | 1:52,9 | Q     |
| 3.   | Jack Hutchins       | Kanada            | 1:55,5 | Q     |
| 4.   | Gaston Mayordomo    | Francja           | 1:55,7 | Q     |
| 5.   | Stylianos Stratakos | Grecja            | 2:02,2 |       |
| -    | Bruno Schneider     | Austria           | DNS    |       |
| -    | Dermot McDermott    | Irlandia          | DNS    |       |

### Półfinały
Z każdego biegu do finału awansowało trzech najszybszych zawodników.
Bieg 1
| Poz. | Zawodnik        | Reprezentacja     | Czas   | Uwagi |
| ---- | --------------- | ----------------- | ------ | ----- |
| 1.   | Marcel Hansenne | Francja           | 1:50,5 | Q     |
| 2.   | Mal Whitfield   | Stany Zjednoczone | 1:50,7 | Q     |
| 3.   | John Parlett    | Wielka Brytania   | 1:50,9 | Q     |
| 4.   | Jack Hutchins   | Kanada            | 1:52,6 |       |
| 5.   | Joseph Brys     | Belgia            | 1:53,2 |       |
| 6.   | Josy Barthel    | Luksemburg        | 1:54,6 |       |
| 7.   | Bjørn Vade      | Norwegia          | b.d.   |       |
| -    | Karl Volkmer    | Szwajcaria        | DNF    |       |

Bieg 2
| Poz. | Zawodnik         | Reprezentacja     | Czas   | Uwagi |
| ---- | ---------------- | ----------------- | ------ | ----- |
| 1.   | Ingvar Bengtsson | Szwecja           | 1:51,2 | Q     |
| 2.   | Arthur Wint      | Jamajka           | 1:52,7 | Q     |
| 3.   | Bob Chambers     | Stany Zjednoczone | 1:52,9 | Q     |
| 4.   | Gaston Mayordomo | Francja           | 1:54,3 |       |
| 5.   | Bill Ramsay      | Australia         | 1:54,9 |       |
| 6.   | Václav Winter    | Czechosłowacja    | 1:57,7 |       |
| -    | Harry Tarraway   | Wielka Brytania   | DNF    |       |
| -    | Doug Harris      | Nowa Zelandia     | DNF    |       |

Bieg 3
| Poz. | Zawodnik             | Reprezentacja     | Czas   | Uwagi |
| ---- | -------------------- | ----------------- | ------ | ----- |
| 1.   | Herb Barten          | Stany Zjednoczone | 1:51,7 | Q     |
| 2.   | Robert Chef d’Hôtel  | Francja           | 1:52,0 | Q     |
| 3.   | Niels Holst-Sørensen | Dania             | 1:52,4 | Q     |
| 4.   | Olle Ljunggren       | Szwecja           | 1:52,5 |       |
| 5.   | Tom White            | Wielka Brytania   | 1:53,0 |       |
| 6.   | Frits de Ruijter     | Holandia          | 1:54,6 |       |
| 7.   | Raymond Rosier       | Belgia            | b.d.   |       |
| -    | Hans Streuli         | Szwajcaria        | DNF    |       |

### Finał
| Poz. | Zawodnik             | Reprezentacja     | Czas   | Uwagi |
| ---- | -------------------- | ----------------- | ------ | ----- |
| 1.   | Mal Whitfield        | Stany Zjednoczone | 1:49,2 | OR    |
| 2.   | Arthur Wint          | Jamajka           | 1:49,5 |       |
| 3.   | Marcel Hansenne      | Francja           | 1:49,8 |       |
| 4.   | Herb Barten          | Stany Zjednoczone | 1:50,1 |       |
| 5.   | Ingvar Bengtsson     | Szwecja           | 1:50,5 |       |
| 6.   | Bob Chambers         | Stany Zjednoczone | 1:52,1 |       |
| 7.   | Robert Chef d’Hôtel  | Francja           | 1:53,0 |       |
| 8.   | John Parlett         | Wielka Brytania   | 1:53,4 |       |
| 9.   | Niels Holst-Sørensen | Dania             | 1:54,0 |       |